# 中学校駅

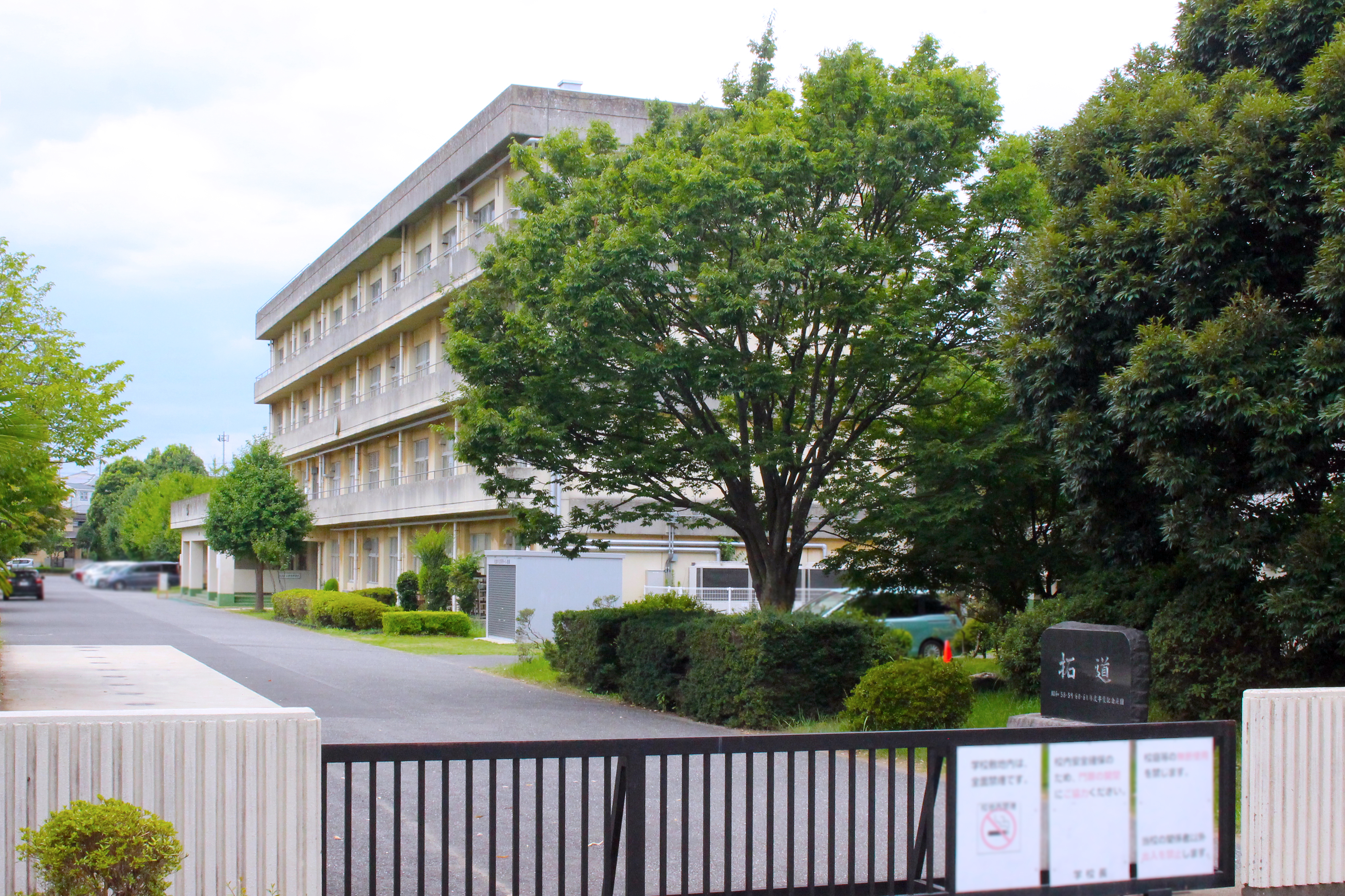
佐倉市立井野中学校

中学校駅（ちゅうがっこうえき）は、千葉県佐倉市宮ノ台三丁目にある、山万ユーカリが丘線の駅である。

## 歴史
- 1982年（昭和57年）11月2日 - 開業[1]。当初は終着駅。
- 1983年（昭和58年）9月22日 - 当駅 - 井野駅 - 公園駅間開業[1][2]。
- 2009年（平成21年） - 駅周辺の開発が進んだことから利用客の増加を見込み、駅舎を改築[3][4]。
- 2024年（令和6年）6月15日 - 改札に顔認証乗車システム（ユーカリPASS）を導入[5]。

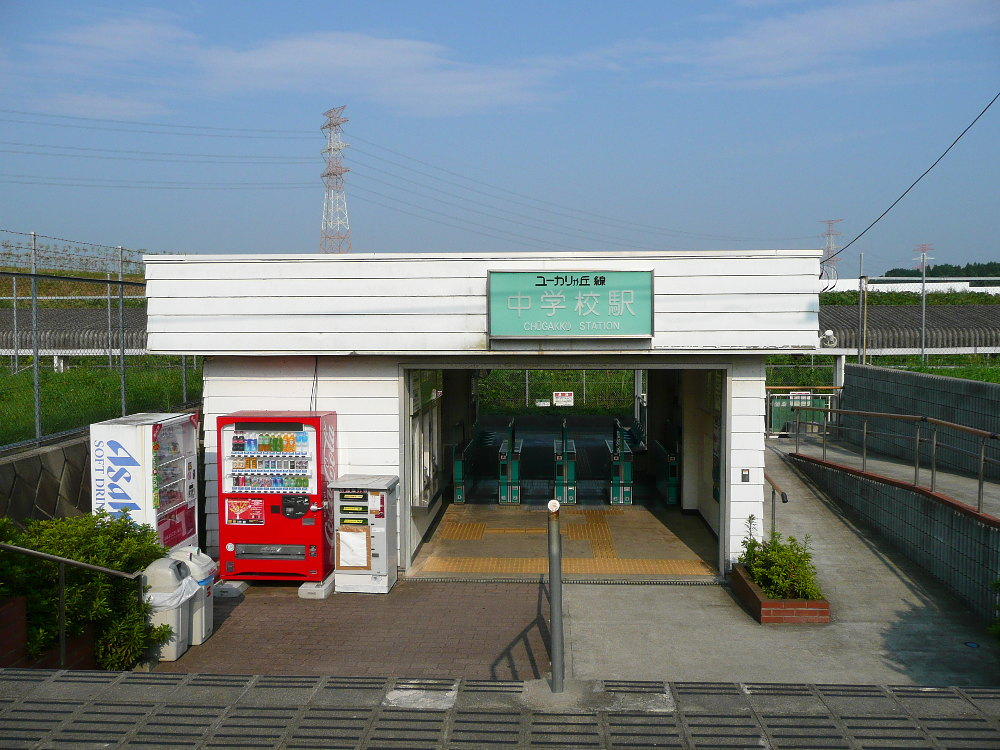
改築前の駅舎（2007年7月）
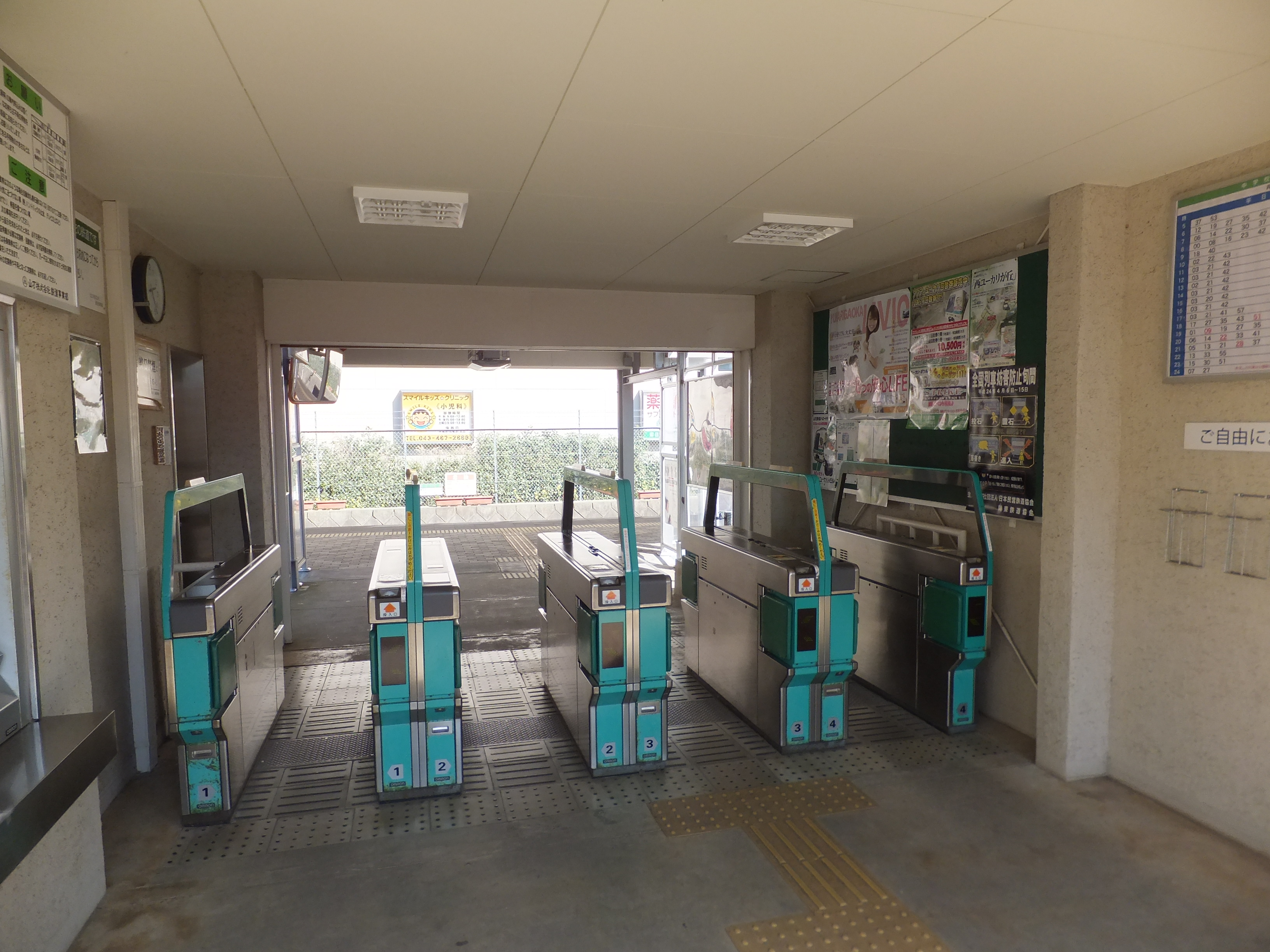
顔認証乗車システム導入前の改札口（2012年4月）

## 駅構造
1面1線の単式ホームを持つ地上駅である。無人駅。スロープがある。駅舎は道路から若干下がった所にある。トイレは無し。

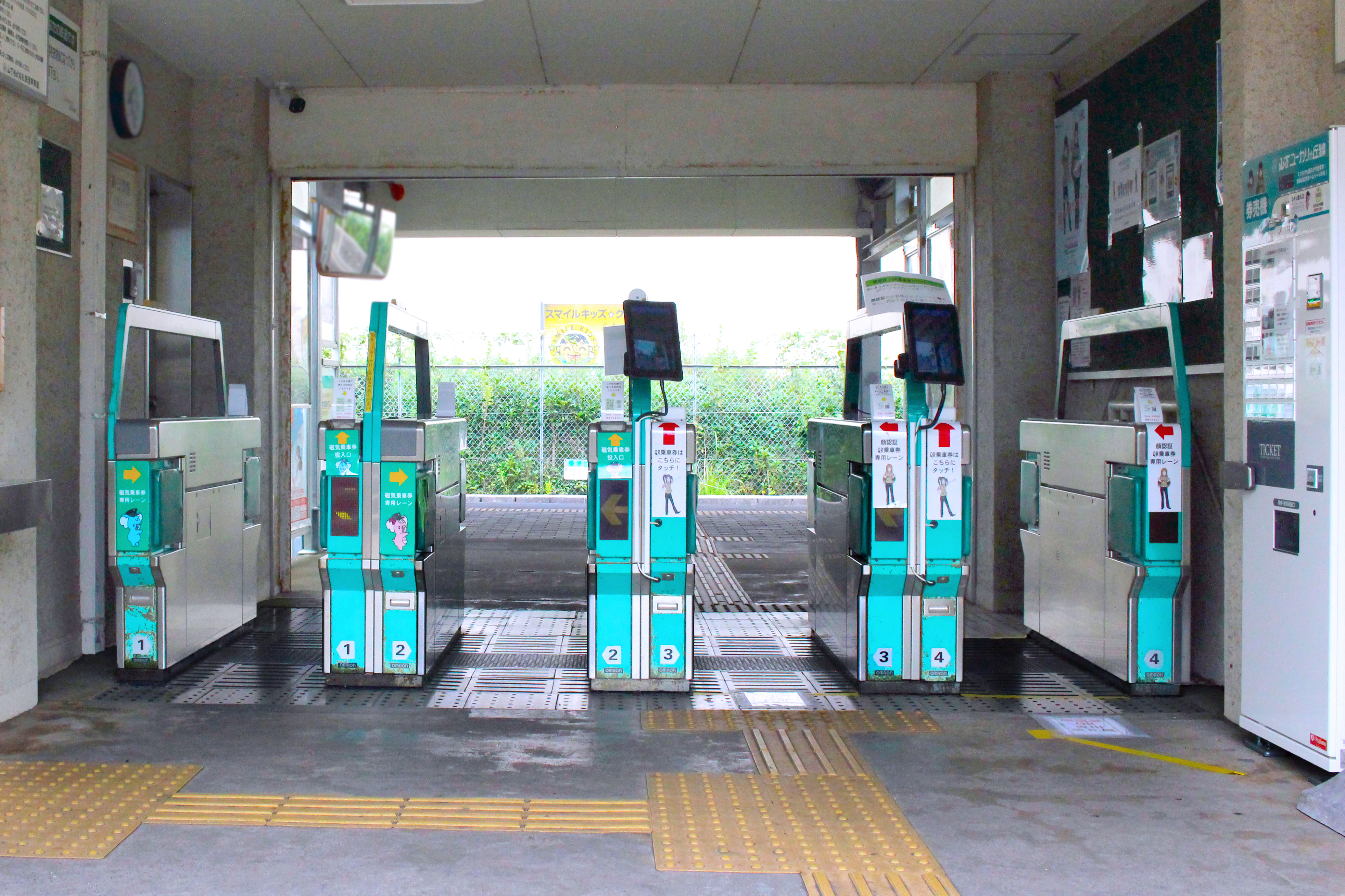
改札口（2024年7月）
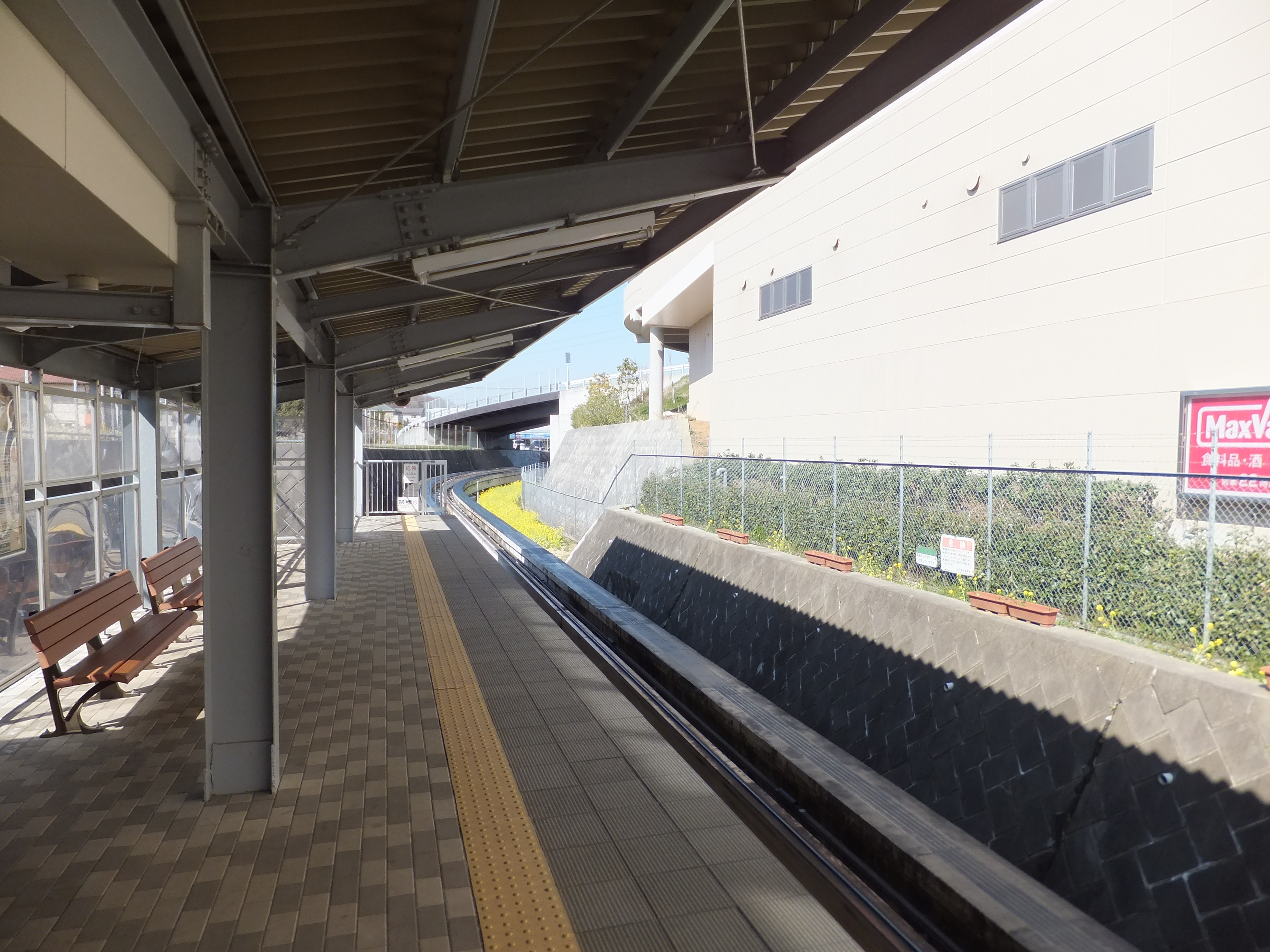
駅ホーム（2012年4月）

## 利用状況
2022年度の1日平均乗車人員は404人である。山万ユーカリが丘線の駅では、6駅中2位。ユーカリが丘駅の次に利用者が多い。
近年の1日平均乗車人員推移は下記の通り。
| 年度   | 一日平均 乗車人員 |
| ------ | ----------------- |
| 2012年 | 555               |
| 2013年 | 558               |
| 2014年 | 571               |
| 2015年 | 570               |
| 2016年 | 571               |
| 2017年 | 577               |
| 2018年 | 541               |
| 2019年 | 531               |
| 2020年 | 394               |
| 2021年 | 375               |
| 2022年 | 404               |

## 駅周辺
宮ノ台地区の玄関口に当たり、駅に隣接して商業施設が立地している。
- 佐倉市立井野中学校（駅名の由来）
- 宮の杜公園
- 山万ビオトピアプラザ
- てらおユーカリが丘店
- 浅間神社
- ここらら1号A・Bルート「マックスバリュ前」停留所

## 高速バス
- マイタウン・ダイレクトバス
  - ユーカリが丘→東京（京成バス千葉イーストの運行。上記のローソン佐倉宮ノ台一丁目店駐車場内に始発の『ユーカリが丘』バス停がある。）

## 隣の駅
山万
■ユーカリが丘線
井野・ユーカリが丘方面への一方向のみ運行
女子大駅 → 中学校駅 → 井野駅